# NGC 3124
NGC 3124 is een balkspiraalstelsel in het sterrenbeeld Waterslang. Het hemelobject werd op 23 maart 1835 ontdekt door de Britse astronoom John Herschel.

## Synoniemen
- ESO 567-17
- MCG -3-26-24
- UGCA 202
- PGC 29377